# Augustin-Paul Pous
Augustin-Louis Pous est un religieux et homme politique français né le 1er novembre 1747 à Labruguière (Tarn) et mort le 3 juin 1816 à Mazamet (Tarn).

## Biographie
Curé de Mazamet, il est député du clergé aux États généraux de 1789 pour la sénéchaussée du Languedoc. Il vote avec la majorité et prête le serment civique.

## Publications
- Le Curé Pous : correspondance inédite d’un membre de l’Assemblée constituante, 1789-1791  (publ. par Léon de La Sicotière et Jamme de La Goutine), Angers, Germain et G. Grassin, 1880, 125 p., 1 portrait (lire en ligne). — Extrait de la Revue de l’Anjou, vol. 21 (1878), 22 et 23 (1879), 24 (1880).

## Sources
- « Augustin-Paul Pous », dans Adolphe Robert et Gaston Cougny, Dictionnaire des parlementaires français, Edgar Bourloton, 1889-1891 [détail de l’édition]

## Vori aussi